# ヨーロッパカー
ヨーロッパカー（英: Europcar）は、フランスのレンタカー会社。1949年設立。
現在、143ヶ国に2825店舗を持ち、20万台以上の車両を所有している。
北米（アメリカ・カナダ）については2000年にバジェットレンタカーと提携を結んでおり、サービスもバジェット経由で提供される形となる。日本では、2006年にマツダレンタカー（現在のタイムズカーレンタル）と提携しサービスを提供している。
2011年よりBbox ブイグテレコムチームを引き継ぐ形で、2015年まで自転車ロードレースチームのメインスポンサーとなった。
会社のスローガンは、"Moving your way."。

## 沿革
- 1949年 パリに設立。
- 1970年 同じフランスのルノー傘下となる。
- 1988年 ワゴン・リにより買収される。ワゴン・リは株式の50%をフォルクスワーゲンに売却。
- 1992年 ワゴン・リがアコーホテルズに買収されたため、アコーホテルズ傘下の企業となる。
- 1999年 フォルクスワーゲンが株式を買い取り完全子会社化。
- 2006年6月 フォルクスワーゲンからフランスの投資会社ユーラゼオ（英語版）に売却された。
- 2021年 フォルクスワーゲン主導の企業連合による株式買収を発表[1]。